# دن ارز
دن ارز (انگلیسی: Dan Erez; ۲۸ مهٔ ۱۹۳۳ – نوامبر ۲۰۱۵) بازیکن بسکتبال اهل اسرائیل بود. وی در بازی‌های المپیک تابستانی ۱۹۵۲ شرکت کرده‌است.